# La casa di Jack
La casa di Jack (The House That Jack Built) è un film del 2018 scritto e diretto da Lars von Trier.
La pellicola, con protagonista Matt Dillon, segue le vicende di Jack, un serial killer con velleità artistiche e filosofiche, il quale commette omicidi nel corso di dodici anni nello stato di Washington.. Il regista l'ha definito come «il film più brutale che abbia mai realizzato», che celebra l'idea «che la vita sia crudele e spietata».

## Trama
Stati Uniti d'America, 1970. Jack, un serial killer psicopatico affetto da tendenze ossessivo-compulsive, si trova a raccontare, ad un uomo la cui identità è ignota, cinque dei suoi crimini, definiti come "incidenti", che lui vede come ricerca della perfezione in altrettante opere d'arte.
Nel primo incidente Jack incontra su una strada rurale una donna che gli chiede aiuto per sostituire uno pneumatico forato. Il cric si è rotto e lo portano dal fabbro locale che lo ripara, ma l'utensile si rompe di nuovo. La donna chiede a Jack di riportarla dal fabbro ma lui, irritato dalla sua logorrea e dalle sue richieste insistenti, la uccide a colpi di cric. Conserva poi il suo corpo in un congelatore industriale all'interno di una fabbrica che ha acquistato da una pizzeria.
Nel secondo incidente, Jack si fa strada nella casa di una vedova, Claire, che strangola e accoltella. Dopo aver pulito e rimesso in ordine la casa, mette il suo corpo nel retro del suo furgone, ma il suo disturbo ossessivo-compulsivo lo spinge a tornare nella casa più volte per ripulire la scena del crimine, rischiando di essere smascherato da un agente di polizia in perlustrazione. Jack tuttavia riesce a superare in astuzia l'ufficiale, fingendo di essere un conoscente di Claire. Quindi lega il corpo della donna al retro del suo veicolo e se ne va lasciando una scia di sangue compromettente che verrà, per sua fortuna, cancellata da una pioggia improvvisa. Jack mette il cadavere nel congelatore industriale e, dopo aver ucciso altre due donne, si dichiara "Mr. Sophistication", iniziando a mandare foto delle sue vittime in posa e a firmare lettere anonime ai media con questo pseudonimo.
Nel terzo incidente, Jack porta la sua ragazza e i suoi due figli, "Brontolo" e George, ad una battuta di caccia. Uccide entrambi i figli con un fucile prima di costringere la donna a fare un picnic con i loro cadaveri. Alla fine uccide anche lei. Jack aspetta che insorga il rigor mortis sul cadavere di "Brontolo" e procede quindi a modellarlo in una scultura agghiacciante dal sorriso macabro.
Nel quarto incidente, Jack ha una relazione disfunzionale con una donna di nome Jacqueline Simple. Quando lui le confessa di aver ucciso 60 persone, lei non gli crede. Dopo che Jack disegna dei cerchi rossi tratteggiati intorno al suo seno con un pennarello, lei inizia a spaventarsi e si avvicina preoccupata a un poliziotto, che la respinge perché ubriaca. Nel suo appartamento, Jack la lega e procede a tagliarle i seni con un coltello. Appunta uno dei due all'auto del poliziotto e crea con l'altro un portafoglio.
Nel quinto incidente, Jack detiene sei uomini nel suo congelatore, con l'intenzione di ucciderli tutti tramite l'utilizzo di un solo proiettile. Dopo aver realizzato che le sue munizioni sono state etichettate male, se ne va e rimprovera il proprietario del negozio di armi prima di andare a visitare un amico, SP. SP telefona a un agente di polizia, denunciandolo per aver compiuto "un furto", ma Jack lo colpisce alla gola per poi uccidere l'agente venuto ad arrestarlo. Ritorna al suo congelatore e, avendo bisogno di più spazio, apre la porta che, negli ultimi vent'anni di omicidi, non era mai riuscito a forzare, rivelando una seconda camera. All'interno, incontra l'uomo con cui stava conversando che si rivela trattarsi di Virgilio. Egli confessa di averlo osservato per tutta la vita e gli ricorda che, alla fine, non aveva mai più realizzato la casa dei suoi sogni, la stessa di cui gli aveva parlato tra un omicidio e l'altro. Allora nel congelatore Jack dispone i cadaveri congelati che ha raccolto nel corso degli anni per formare una casa. Mentre la polizia irrompe, Jack entra nella sua "dimora" e segue Virgilio in un buco nel pavimento, entrando nell'Inferno.
È durante la traversata che si svolge la conversazione che ha fatto da sfondo all'intero film.
I due raggiungono una fossa che conduce al girone più basso, nel centro dell'Inferno. Un ponte rotto l'attraversa. Jack nota una scala dall'altra parte del ponte che, secondo Virgilio, conduce all'uscita dall'Inferno. Virgilio spiega a Jack che sconterà la sua condanna alcuni gironi più in alto e di averlo portato al centro dell'Inferno solo per soddisfare la sua curiosità. Andando contro il consiglio di Virgilio, che gli aveva detto che nessuno era mai riuscito a compiere l'impresa, Jack tenta di aggirare la fossa, scalando il muro di roccia circostante per accedere alla scala. Arrivato a metà percorso, Jack perde la presa, cadendo nell'abisso sottostante.

## Produzione
Il titolo inglese (The House That Jack Built) fa riferimento a una filastrocca popolare inglese a struttura cumulativa, che a sua volta deriva da un canto ebraico dal titolo Chad Gadya.
Inizialmente von Trier voleva sviluppare il progetto sotto forma di serie televisiva, ma nel febbraio 2016 ha annunciato che si sarebbe trattato di un unico lungometraggio. La sceneggiatura è stata completata nel maggio dello stesso anno, dopo molte ricerche su vari serial killer effettuate da von Trier. A novembre Bruno Ganz e Matt Dillon sono entrati a far parte del cast, con quest'ultimo nel ruolo del protagonista. Nel febbraio del 2017 Riley Keough e Sofie Gråbøl si sono aggiunte al cast, mentre il mese seguente è stata annunciata la partecipazione di Uma Thurman.
Il film è stato il risultato di una co-produzione tra Danimarca, Svezia, Francia e Germania, con un budget di 8,7 milioni di euro.

### Riprese
Le riprese del film, iniziate nel marzo del 2017 a Bengtsfors, in Svezia, sono terminate nel maggio seguente in Danimarca, e si sono svolte tra Copenaghen, Gribskov, Trollhättan, Peak District e Montemerano.
Per la prima volta nella sua carriera, von Trier ha diviso il periodo di lavorazione in due parti, così da avere la possibilità di apportare modifiche nella seconda tranche di riprese, dopo aver già iniziato il montaggio del film.

### Post-produzione
La post-produzione del film ha richiesto quasi un anno; in particolare gli effetti visivi si sono rivelati complicati, poiché il regista voleva paragonare l'omicidio ad un'opera d'arte e di architettura.

## Promozione
Il primo teaser trailer del film viene diffuso il 20 aprile 2018, mentre il primo poster viene diffuso il 4 maggio. Il 14 maggio viene diffuso il primo trailer esteso. Il 31 ottobre viene diffuso il trailer statunitense della versione integrale del film.

## Distribuzione
Il film è stato presentato in anteprima mondiale fuori concorso al Festival di Cannes 2018 il 14 maggio, in seguito a una lunga negoziazione avvenuta dopo che von Trier era stato bandito dal festival nel 2011 in seguito ad alcune dichiarazioni interpretate come filonaziste.
Il film è stato distribuito in Francia a partire dal 17 ottobre 2018 da Les Films du Losange; in Danimarca e Germania è uscito nelle sale cinematografiche a partire dal 29 novembre 2018, distribuito rispettivamente da TrustNordisk e Concorde Filmverleih; in Italia la pellicola esce nelle sale cinematografiche dal 28 febbraio 2019, distribuita da Videa.

## Accoglienza

### Incassi
Il film ha incassato oltre 2 milioni di dollari in tutto il mondo.

### Critica
Fin dalla sua prima proiezione al Festival di Cannes, la pellicola ha diviso la critica, con alcuni che l'hanno criticata duramente e accolta con freddezza, mentre altri hanno applaudito l'opera.
La rivista Cahiers du cinéma l'ha inserito nella propria classifica dei migliori film dell'anno, posizionandolo all'ottavo posto.

## Versioni alternative
Nella distribuzione del film in diversi paesi, tra cui gli Stati Uniti, sono stati operati dei tagli ad alcuni particolari delle scene più cruente, andando ad accorciare di circa 4 minuti la versione del film mostrata a Cannes, che von Trier ha definito «la director's cut» della pellicola.
Anche in Italia il film ha ricevuto tagli, ed è stata distribuita in due versioni, entrambe vietate ai minori di 18 anni: la versione doppiata con il taglio delle scene più cruente, non riconosciuta dall'autore, e la versione sottotitolata che invece non ha ricevuto alcun taglio.

## Casi mediatici
Durante la proiezione del film al Festival di Cannes, circa un centinaio di spettatori hanno abbandonato la sala a causa della violenza mostrata, nonostante poi il film sia stato accolto da una standing ovation.
Negli Stati Uniti la Motion Picture Association of America ha intentato una causa contro la IFC Films, rea di aver distribuito per un'unica giornata la versione integrale del film senza alcun tipo di divieto, non avendo prima sottoposto la questione alle linee guida della MPAA. La questione si è risolta posponendo la distribuzione digitale del film dal 14 dicembre 2018, data in cui la versione tagliata del film sarebbe stata distribuita in sala, a un periodo indefinito del 2019. Tuttavia a dicembre si è verificato un altro incidente, quando la versione integrale del film è rimasta disponibile per l'acquisto su YouTube per alcune ore prima di essere rimossa.

## Riconoscimenti
- 2018 - Hamburg Film Festival
  - Candidatura per il miglior film
- 2019 - Premio Bodil
  - Candidatura per il miglior attore a Matt Dillon
- 2019 - Premio Robert
  - Candidatura per il miglior film
  - Candidatura per i miglior effetti visivi a Peter Hjorth